# Онацьковецька сільська рада
Онацькове́цька сільська́ ра́да — колишня адміністративно-територіальна одиниця та орган місцевого самоврядування в Полонському районі Хмельницької області. Адміністративний центр — село Онацьківці.

## Загальні відомості
Онацьковецька сільська рада утворена в 1923 році.
- Територія ради: 2,83 км²
- Населення ради: 747 осіб (станом на 2001 рік)
- Територією ради протікає річка Деревичка

## Населені пункти
Сільській раді підпорядковані населені пункти:
- с. Онацьківці
- с. Храбузна

## Склад ради
Рада складається з 14 депутатів та голови.
- Голова ради: Бернацька Надія Миколаївна

### Керівний склад попередніх скликань
| Прізвище, ім'я, по батькові | Основні відомості                                                        | Дата обрання | Дата звільнення |
| --------------------------- | ------------------------------------------------------------------------ | ------------ | --------------- |
| Чмарак Василь Іванович      | Сільський голова, 1964 року народження, член Патріотичної партії України | 26.03.2006   | 31.10.2010      |
| Бернацька Надія Миколаївна  | Сільський голова, 1964 року народження, освіта вища, позапартійна        | 31.10.2010   |                 |

Примітка: таблиця складена за даними сайту Верховної Ради України

### Депутати
За результатами місцевих виборів 2010 року депутатами ради стали:

#### За суб'єктами висування
| Суб'єкт висування           | Кількість обраних депутатів | %    |
| --------------------------- | --------------------------- | ---- |
| Самовисування               | 7                           | 50   |
| Комуністична партія України | 3                           | 21,4 |
| Народна партія              | 2                           | 14,3 |
| Єдиний Центр                | 1                           | 7,1  |
| Партія регіонів             | 1                           | 7,1  |

#### За округами
| № округу                    | Прізвище, ім'я, по батькові      | Дата визнання обраним | Освіта             | Партійна приналежність | Відомості про обраного депутата   |
| --------------------------- | -------------------------------- | --------------------- | ------------------ | ---------------------- | --------------------------------- |
| Єдиний Центр                |                                  |                       |                    |                        |                                   |
| 4                           | Коблай Наталія Іванівна          | 01.11.2010            | середня            | позапартійна           | Адміністрація СТОВ АТК, бухгалтер |
| Комуністична партія України |                                  |                       |                    |                        |                                   |
| 7                           | Шкира Жорж Сергійович            | 01.11.2010            | вища               | позапартійний          | пенсіонер                         |
| 11                          | Горіцька Ганна Василівна         | 01.11.2010            | середня спеціальна | позапартійна           | Сільська рада, секретар           |
| 14                          | Костецький Анатолій Францович    | 01.11.2010            | вища               | позапартійний          | пенсіонер, агроном                |
| Народна Партія              |                                  |                       |                    |                        |                                   |
| 9                           | Коваль Тамара Леонідівна         | 01.11.2010            | середня            | позапартійна           | приватний підприємець, повар      |
| 12                          | Горіцький Руслан Іванович        | 01.11.2010            | вища               | позапартійний          | тимчасово не працює               |
| Партія регіонів             |                                  |                       |                    |                        |                                   |
| 8                           | Цимбалюк Василь Васильович       | 01.11.2010            | вища               | позапартійний          | пенсіонер                         |
| Самовисування               |                                  |                       |                    |                        |                                   |
| 1                           | Дубенчук Наталія Василівна       | 01.11.2010            | середня            | позапартійна           | тимчасово не працює               |
| 2                           | Тимосєвич Тетяна Василівна       | 01.11.2010            | середня            | позапартійна           | Збиральник молока, _____          |
| 3                           | Тарасов Богдан Васильович        | 01.11.2010            | середня            | позапартійний          | тимчасово не працює               |
| 5                           | Конопліцька Валентина Степанівна | 01.11.2010            | середня            | позапартійна           | тимчасово не працює               |
| 6                           | Молдавчук Іван Юрійович          | 01.11.2010            | середня            | позапартійний          | тимчасово не працює               |
| 10                          | Ніколаєва Ольга Василівна        | 01.11.2010            | середня спеціальна | позапартійна           | Зав. Медпунктом, акушер           |
| 13                          | Дем'янчук Володимир Степанович   | 01.11.2010            | середня            | позапартійний          | Різноробочий, механізатор         |